# 齋藤眞一
齋藤 眞一（さいとう しんいち、1952年（昭和27年）8月27日 - ）は、日本の実業家、銀行家。南日本銀行代表取締役頭取。

## 来歴・人物
鹿児島県出身。1975年、長崎県立国際経済大学経済学部を卒業し、南日本銀行（当時は旭相互銀行）に入行。宮田通、都城の各支店長や東京支店長、証券・国際部長を経て、石井祥頭取時代の2005年に取締役に就任する。その後常務取締役となり、2012年には代表取締役に就任。
2013年に代表取締役専務となり、2015年姶良市との空き家対策の協定調印式に出席している。
2017年に副頭取に昇格し、2019年6月に森俊英の後任として頭取に就任。

## 経歴
- 1975年（昭和50年）
  - 4月:南日本銀行入行
- 1993年（平成5年）
  - 6月:同行宮田通支店長
- 1995年（平成7年）
  - 7月:都城支店長
- 1998年（平成10年）
  - 8月:同行東京支店長兼東京事務所長
- 2001年（平成13年）
  - 2月:同行卸本町支店長兼第三ブロック長
- 2003年（平成15年）
  - 6月:同行証券・国際部長
- 2005年（平成17年）
  - 6月:同行取締役 証券・国際部長
- 2007年（平成19年）
  - 6月:同行取締役 総合企画部長兼内部統制室長
- 2008年（平成20年）
  - 6月:同行取締役 総合企画部長
- 2009年（平成21年）
  - 6月:同行常務取締役 経営企画部長
- 2012年（平成24年）
  - 6月:同行代表取締役常務取締役
- 2013年（平成25年）
  - 6月:同行代表取締役専務取締役
- 2017年（平成29年）
  - 6月:同行代表取締役副頭取
- 2019年（令和元年）
  - 6月:代表取締役頭取（現職）